# Mikołaj Krzysztof Radziwiłł

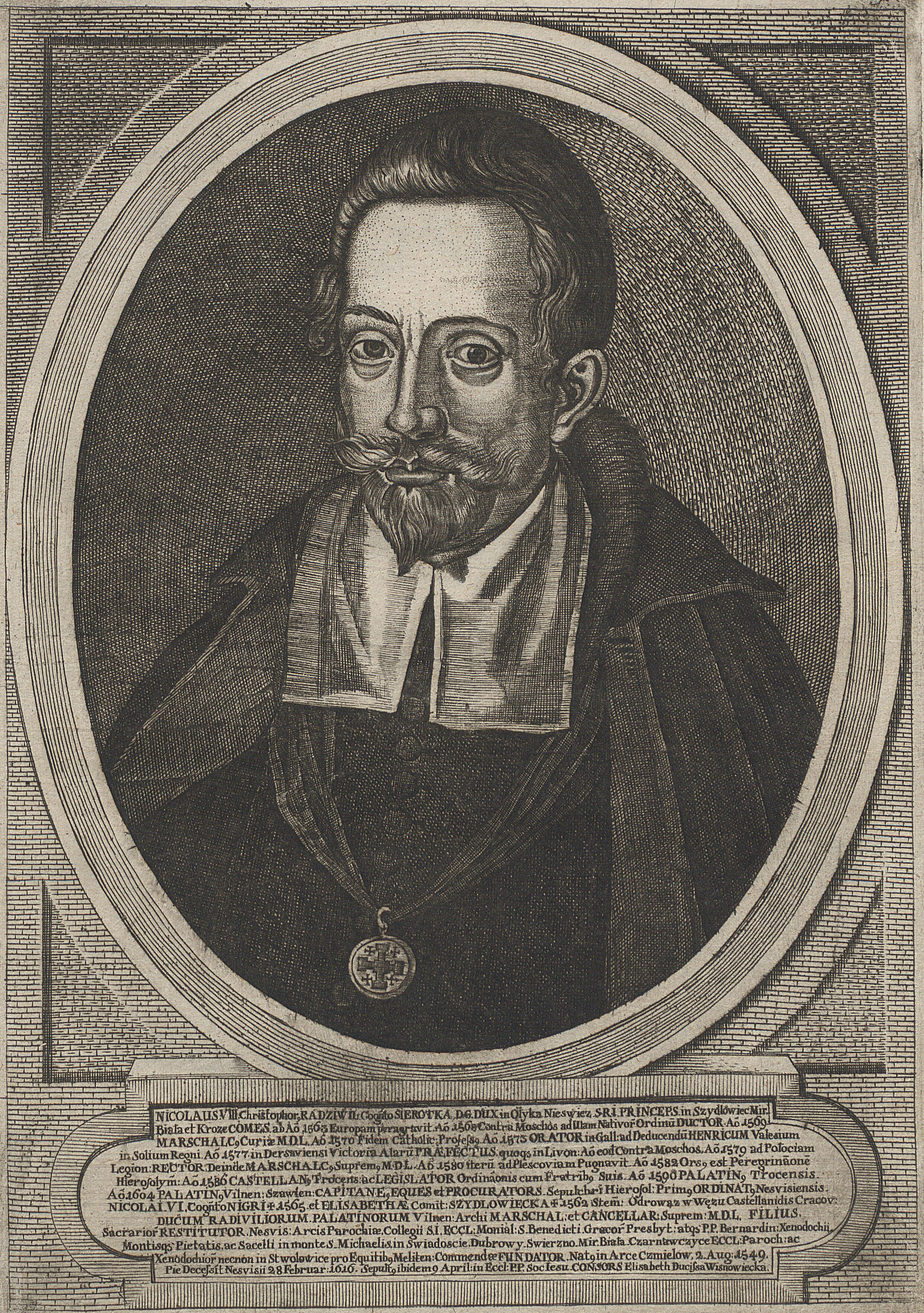
Mikołaj Krzysztof Radziwiłł

Mikołaj Krzysztof Radziwiłł (gen. Sierotka [dt. das Waisenkindchen]; lit. Mikalojus Kristupas Radvila, dt. Nikolaus Christoph Radziwill; * 2. August 1549 in Ćmielów; † 28. Februar 1616 in Neswisch) war ein hochrangiger Funktionsträger in Polen-Litauen. Als Konvertit zum Katholizismus unternahm er eine Pilgerfahrt nach Jerusalem und veröffentlichte darüber einen Bericht. Er war einer der maßgeblichen Vertreter der Gegenreformation in Polen-Litauen.

## Leben

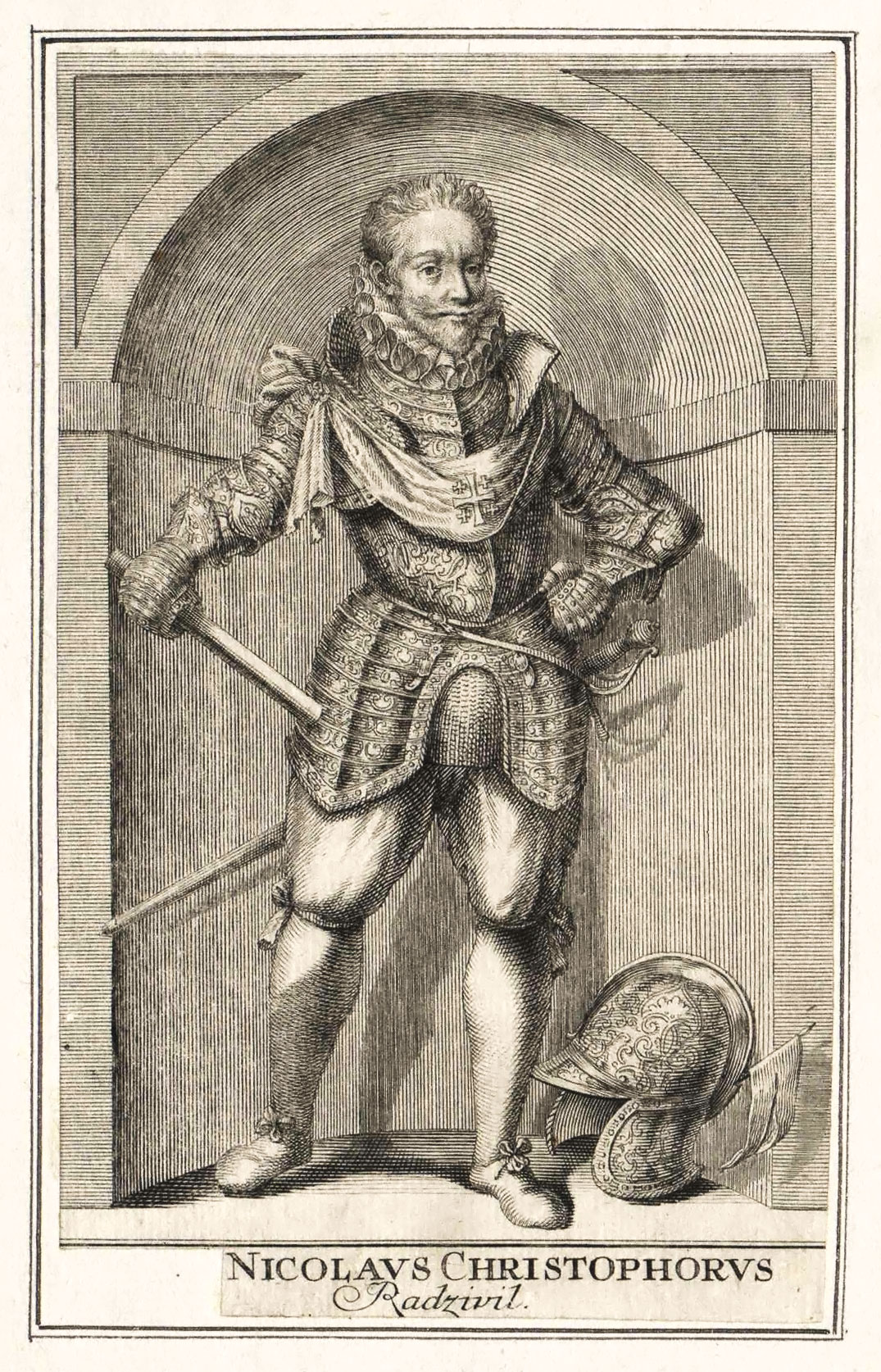
Mikołaj Krzysztof Radziwiłł (Gravur eines unbekannten Meisters)

Mikołaj Krzysztof Radziwiłł war ein Sohn von Mikołaj Radziwiłł Czarny und Elżbieta geb. Szydłowiecka. Seinen Beinamen Sierotka verdankte er dem frühen Tod seiner Mutter († 1562) und seines Vaters († 1565). 1584 heiratete er Elżbieta Eufemia Wiśniowiecka (1569–1596), Tochter des Herzogs Andrzej Wiśniowiecki. 
Nach einer häuslichen Erziehung studierte er seit 1563 in Straßburg und Tübingen. Danach besuchte er bis 1567 verschiedene Adelssitze und Höfe. Er soll auch beim Reichstag in Augsburg anwesend gewesen sein und dort Maximilian II. aufgewartet haben. In Rom wurde er 1566 von Papst Pius V. freundlich aufgenommen. Er trat zum Katholizismus über. Dem folgten auch seine Brüder. 
Er wurde 1569 Hofmarschall von Litauen. Im Jahr 1575 erkrankte er schwer und gelobte eine Wallfahrt nach Jerusalem. Nach einer Besserung seiner gesundheitlichen Lage beteiligte er sich am Krieg gegen die Russen. Er wurde bei der Belagerung von Polazk verwundet und war später bei der Belagerung von Pleskow dabei. Zwischen 1579 und 1586 war er Großmarschall von Litauen.
Im Jahr 1582 ging er auf die gelobte Pilgerreise. Von Venedig reiste er per Schiff über Dalmatien, Kreta und Zypern an die libanesische Küste. Er besuchte Damaskus, den See Genezareth und Jerusalem. Dem Kloster des heiligen Erlösers in Jerusalem stiftete er ein Erbvermächtnis. Danach reiste er nach Ägypten besuchte Kairo, die Pyramiden und Alexandria. Auf der Rückreise wurde er von Räubern überfallen und kehrte 1584 nach Polen zurück. Vielleicht in diesem Zusammenhang wurde er vom Papst in den Orden des Heiligen Grabes aufgenommen und erhielt den Titel eines Prokurators des Heiligen Landes. 
Er war von 1586 bis 1590 Kastellan von Traken. Im Jahr 1587 war er bei der Wahl von König Sigismund anwesend. Dieser ernannte ihn zunächst zum Woiwoden von Traken (1590–1604) und später von Wilna (seit 1604). Im Gegensatz zu seinem Cousin Janusz, der maßgeblich an einer Auseinandersetzung mit dem König beteiligt war, blieb er loyal.
Über seine Erlebnisse auf seiner Pilgerfahrt verfasste er einen Bericht, der später auch – ins Lateinische übersetzt – gedruckt erschien. Dieser wurde vielfach gedruckt. Radziwiłł machte sich auch um die kartographische Darstellung Litauens verdient. Ebenso ist er als Auftraggeber für Bauten hervorgetreten. Seinen Palast in Neswisch ließ er vom italienischen Architekten Giovanni Maria Bernardoni im Stil der Renaissance umgestalten.
Die Gegenreformation betrieb er seit 1574 mit Nachdruck auf seinen Besitzungen und in seinen Amtsbereichen. Zahlreiche Kirchen wurden den Protestanten entzogen und den Katholiken übereignet. Er stiftete auch verschiedene neue Kirchen. Nachdem er Woiwode in Wilna geworden war, ließ er die protestantische Kirche des Palastes schließen. Die Druckereien der Reformierten wurden ebenso geschlossen.  Er ließ sogar die von seinem Vater herausgegebene calvinistische Bibel sammeln und verbrennen. In Neswisch stiftete er ein Jesuitenkolleg. Die dazugehörige Kirche wurde zum Begräbnisort der Familie. Auch andere Ordensgemeinschaften unterstützte er.

## Werke
- Hierosolymitana peregrinatio Illustrissimi Domini Nicolai Christophori Radzivill. Digitalisat